# ميناء جاف
الميناء الجاف هو ميناء لاستقبال البضائع ولا يكون بالبحر وانما يكون على اليابسة. توجد عدة موانئ جافة. ويتم النقل اليها عن طريق الشاحنات والقطارات .ويتم أيضاً فيها التخزين بالمستودعات وشحن البضائع وصيانة مركبات الشحن والنقل. والتخفيف على الموانئ البحرية في حجم المساحة. ويتم بها أيضاً التخليص الجمركي. ومنها الميناءالجاف بالمملكة العربية السعودية وأنغولا واندونيسيا والمكسيك ومصر.

## أهم الموانئ الجافة
آسيا
- السعودية: ميناء الرياض الجاف.

أفريقيا
- مصر: ميناء أكتوبر الجاف.[2]
- مصر: ميناء برج العرب الجاف.[3]